# Poiana, Mehedinți
Poiana este un sat în comuna Căzănești din județul Mehedinți, Oltenia, România.